# Najlepszy Młody Zawodnik PLK
Najlepszy Młody Zawodnik PLK – nagroda przyznawana co sezon najlepszemu młodemu zawodnikowi Polskiej Ligi Koszykówki na podstawie głosowania dziennikarzy, piszących o lidze PLK. Jest to wyróżnienie nieoficjalne, laureat nie otrzymuje żadnej statuetki.
| Sezon   | Zawodnik                | Zespół                                           |        |
| ------- | ----------------------- | ------------------------------------------------ | ------ |
| 2003/04 | Armands Skele           | Anwil Włocławek                                  | [ 1 ]  |
| 2005/06 | Michał Chyliński        | Astoria Bydgoszcz                                | [ 2 ]  |
| 2006/07 | Kamil Łączyński         | Polonia SPEC Warszawa                            | [ 3 ]  |
| 2007/08 | Paweł Kikowski          | Polpak Świecie                                   | [ 4 ]  |
| 2008/09 | Nie wybierano           | przyznawano Złote Kosze                          | [ 5 ]  |
| 2009/10 | Tomasz Śnieg            | Polonia 2011 Warszawa                            | [ 6 ]  |
| 2010/11 | Michał Kwiatkowski      | Polonia Warszawa                                 | [ 7 ]  |
| 2011/12 | Mateusz Ponitka         | AZS Politechnika Warszawska/Asseco Prokom Gdynia | [ 8 ]  |
| 2012/13 | Mateusz Ponitka (2)     | Asseco Prokom Gdynia                             | [ 9 ]  |
| 2013/14 | Michał Michalak         | Trefl Sopot                                      | [ 10 ] |
| 2014/15 | Damian Jeszke           | Rosa Radom                                       | [ 11 ] |
| 2015/16 | Przemysław Żołnierewicz | Asseco Gdynia                                    | [ 12 ] |
| 2016/17 | Marcel Ponitka          | Asseco Gdynia                                    | [ 13 ] |
| 2017/18 | Marcel Ponitka (2)      | Asseco Gdynia                                    | [ 14 ] |
| 2018/19 | Daniel Gołębiowski      | Polpharma Starogard Gdański                      | [ 15 ] |
| 2019/20 | Adrian Bogucki          | HydroTruck Radom                                 | [ 16 ] |
| 2020/21 | Grzegorz Kamiński       | Legia Warszawa                                   | [ 17 ] |
| 2021/22 | Aleksander Wiśniewski   | GTK Gliwice                                      | [ 18 ] |
| 2022/23 | Kacper Gordon           | Arriva Twarde Pierniki Toruń                     | [ 19 ] |